# Чоудхури, Саима
Саима Чоудхури (бенг. সায়মা চৌধুরী; род. 5 октября 1993), также известна под псевдонимом Saimasmileslike — британский фотограф и видеоблогер, имеющий свой канал на YouTube, в который она загружает свои показы мод.

## Ранняя жизнь
Родилась в Честере, в графстве Чешир, в Англии и выросла одновременно в Чешире и в Бангладеш. В настоящее время проживает в Бирмингеме, в графстве Уэст-Мидлендс.

## Карьера
В возрасте 14 лет начала заниматься фотографией, и с тех пор участвует на различных показах мод.
В своём блоге Чоудхури размешает видео на различные темы, в частности комедийного характера и видео пособие по моде и по уходу за красотой.
В апреле 2014 года Чоудхури дала интервью Надьи Али для BBC Asian Network. В сентябре того же года и в феврале 2015 Чоудхури снялась в двух эпизодах веб-телесериала Corner Shop Show.
В ноябре 2016 и феврале 2017 года появилась в телесериале CBBC «Мой пёс съел мою домашнюю работу».

## Личная жизнь
В 2012 году вышла замуж за Тахелла Миа.